# دهستان سردرود علیا
دهستان سردرود علیا، یکی از دهستان‌های بخش سردرود شهرستان رزن در استان همدان ایران است. مرکز این دهستان، روستای خورونده است.

## جمعیت
بر پایه سرشماری عمومی نفوس و مسکن در سال ۱۳۹۵، جمعیت دهستان سردرود علیا برابر با ۱۱٬۸۵۶ نفر بوده‌است.